# Харьонки (Свердловска област)
Харьонки (на руски: Харёнки) е село в Русия, в състава на Горноуралски градски окръг, Свердловска област. Според преброяването през 2010 г. населението на селото е 16 души, от тях: 9 (56,25%) руснаци и 6 (37,50%) българи.

## История
Селището възниква през 1760 г. Основано е край търговския пристан на изоставеното днес село Кашка. Името идва от името на първия заселник, селянинът Харитон, който някога е живял по тези места и е имал много деца, наречени харьонци. Според местните легенди той е живял на това място дълго време сам, по-късно се заселват жители от Верхнечусовские Городки, след това от село Комасина. През 18-19 век в Харьонки стоят стълбове за акостиране на бароци, които понякога спират тук за нощувка или ремонт. Жителите са работили на кея в село Кашка.
До 1917 г. жителите на селото са се занимавали с дърводобив, изгаряне на дървени въглища и обработка на сплави. През 30-те години на XX век се образува колхозът „Червен орач“, в който са работили жители на Йоква и Пермяков. В една от къщите на селото по съветско време се е намирал лагер „Чусовая“.
В съветско време населението на Харьонки достига 2 хил. души, но през 90-те години на XX век селото почти замира, тогава остават само няколко къщи. Към началото на XXI век е вилно селище за по-заможни личности, като бившия губернатор на Свердловска област – Едуард Росел, бившия кмет на Нижни Тагил – Николай Диденко, и други известни личности от района на Урал.